# Creuar la línia
Creuar la línia (títol original: The Big Man, coneguda als Estats Units com a Crossing the Line) és una pel·lícula del 1990 dirigida per David Leland i produïda per Miramax Films. La protagonitzen Liam Neeson, Joanne Whalley i Billy Connolly. La música de la pel·lícula va ser composta per Ennio Morricone. Està basada en la novel·la del mateix nom de William McIlvanney. Va ser rodada a Coalburn, Glasgow i Espanya. El crític del diari El País la va considerar "sense gaire interès". Aquesta pel·lícula ha estat doblada al català.

## Argument
Un miner escocès (Liam Neeson) queda a l'atur durant una vaga del sindicat. És incapaç de donar suport a la seva família i no pot resoldre l'amargor sobre la seva situació. Desesperat perls diners, accepta una oferta feta per un gàgster de Glasgow per lluitar en una baralla il·legal de boxa. Una lluita llarga i brutal segueix.

## Repartiment
- Liam Neeson com a Danny Scoular
- Joanne Whalley-Kilmer com a Beth Scoular
- Billy Connolly com a Frankie
- Ian Bannen com a Matt Mason
- Juliet Cadzow com a Margaret Mason
- Tom Watson com a Tommy Brogan
- Hugh Grant com a Gordon
- Kenny Ireland com a Tony
- George Rossi com a Eddie
- Julie Graham com a Melanie
- Johnny Beattie com a pare de Beth
- Amanda Walker com a mare de Beth
- Peter Mullan com a Vince
- Pat Roach com a Billy
- Maurice Roeves com a Cam Colvin